# Warungboto
Warungboto is een bestuurslaag in het regentschap Jogjakarta van de provincie Jogjakarta, Indonesië. Warungboto telt 11.541 inwoners (volkstelling 2010).